# Бурдей, Эли де
Эли де Бурдей (Hélie de Bourdeilles) (ок. 1423 — 5 июля 1484) — французский церковный деятель, кардинал.

## Биография
Представитель дворянского рода, известного с начала XI века. Пятый сын Арно I, барона де Бурдей, сенешаля Перигора, и Жанны де Шамберлак (Шамбриллак), дамы де Монтагрие.
В юном возрасте принял монашеский постриг в францисканском аббатстве в Перигё. В Тулузе учился теологии и получил докторскую степень. Преподавал во францисканских монастырях в Мирпуа и Лиможе.
В некоторых источниках сказано, что Эли де Бурдей был избран епископом Перигё 17 ноября 1437 года и был рукоположен в этом сане 13 апреля 1438 года кардиналом Никколо Альбергати (Niccolo Albergati). Но это не вяжется с датой рождения: 1423 год. На самом деле он приступил к исполнению епископских обязанностей 3 августа 1447 года, рукоположен кардиналом де Сент-Круа.
В Nouvelle encyclopédie théologique, Том 9, издание 1851 года, приводится список епископов Перигё. В интересующий нас период ими значились (по Раулю II дю Фу ошибка в дате): Эли III (1437—1438), Пьер VII де Дюрфор (Pierre VII. de Durfort) (1438—1439), Раймон X (Raimond X.) (1440—1441), Жоффруа II Беранже д’Арпажон (Geoffroi II. Bérenger d’Arpajon) (1441 — ок. 1446), Эли IV де Бурдей (1447—1468), Рауль II дю Фу (Raoul II. du Fou) (1468—1470).
Histoire ecclesiastique, par m.Fleury [continued by J.C. Fabre ..., Том 23: En 1447, l'église de Périgueux ayant perdu Geoffroi Bérenger d'Arpajon fon prélat, l'élut évêque, quoiqu'il ne fût que dans la vingt - quatrieme année de son âge. (В 1447, церковь Перигё, потеряв своего прелата Жоффруа Беранже д'Арпажона, избрала епископа, хотя ему шёл только 24-й год).
С 16.05.1468 — архиепископ Тура.
С 15 ноября 1483 года кардинал-пресвитер ди Санта Лючия де Силис.
Умер в Антанне (Artannes-sur-Indre) 5 июля 1484 года.
Автор нескольких трактатов, в том числе направленных против Прагматической санкции (Libellus in Pragmaticam Sanctionem Gallorum (Рим, 1484)).
В мартирологе францисканцев Эли де Бурдей числится как блаженный (bienheureux) с поминанием в день смерти — 5 июля.